# Black box (phreaking)
Las black boxes eran dispositivos que, cuando se conectaban a los teléfonos de casa, permitían que todas las llamadas entrantes se recibieran sin cargo para la persona que llamaba.
La black box (a diferencia de las blue box y las red boxes) era un pequeño circuito electrónico, generalmente un resistor o diodo zener en serie con la línea. Se basaba en centrales telefónicas (ahora obsoletas) controladas por relés mecánicos.
Estas centrales usaban un relé para detectar una caída en el voltaje de la línea (generalmente a menos de -10V cuando está descolgado, comparado con -48V cuando está colgado) para empezar a facturar una llamada; un relé separado controlaba el timbre de la línea. La black box colocaba una resistencia en serie con la línea, de modo que el voltaje fuera del gancho estaba más cerca de -36V: lo suficiente para detener el timbre, pero no lo suficiente para activar la facturación. A menudo se añadía un condensador de derivación para evitar que el dispositivo atenuara las señales de CA, como la voz transmitida.
Una llamada originada en un teléfono equipado con una black box seguiría siendo cobrada por la compañía telefónica a menos que se desplegara algún método para eludir el cobro de la llamada. Las black boxes se construían comúnmente mediante interruptores telefónicos durante los decenios de 1960 a 1980 (y en algunos lugares como Europa oriental, hasta bien entrado el decenio de 2000) con el fin de proporcionar a las personas que llamaban llamadas telefónicas gratuitas. A veces varios amigos incorporaban una black box en cada uno de sus teléfonos para poder mantener largas conversaciones entre ellos sin tener que pagar por ellas. Otro uso de las black boxes era en los módems de entrada de las computadoras que utilizaban Bulletin Board System que eran populares en los años ochenta y principios de los noventa.
Los sistemas de conmutación electrónica hicieron obsoletas las black boxes, ya que no se estableció ninguna ruta de audio hasta que se respondió a la llamada. El transmisor del infinito, un dispositivo de escucha que en su diseño original dependía de que una ruta de audio hacia la línea de destino permaneciera abierta antes de que se respondiera a una llamada o después de que el receptor la colgara, se vio igualmente afectado por la desaparición de la conmutación mecánica.